# Носов, Владимир Иванович
Влади́мир Ива́нович Но́сов (28 июля 1897 года, с. Пашково, Бузулукский район, Оренбургская губ. — 1973 год) — главный военный прокурор Красной Армии (с 28 марта 1941 года по март 1945 года), генерал-лейтенант юстиции (1943 год).

## Биография
Родился 28 июля 1897 года в селе Пашково Оренбургской губернии в семье крестьян. Во время Первой мировой войны был призван в армию. Участвовал в действиях на Северном фронте. С первых дней Гражданской войны ушел в партизаны, затем, в 1919 году, — в Красную Армию. В 1921 году завершил обучение в омском Сибирском рабоче-крестьянском университете. После чего продолжил службу в частях регулярной армии.
С 1923 года, в Туркменистане, принимает участие в операциях по ликвидации басмачества.
В 1929 году становится помощником военного прокурора 1-й Туркестанской стрелковой дивизии САВО. Затем — военным прокурором 7-й отдельной Туркестанской кавалерийской бригады.
С августа 1937 года — военный прокурор Северо-Кавказского военного округа, через год назначается военным прокурором Киевского Особого военного округа (КОВО).
С января 1940 года — военный прокурор КОВО и Ленинградского военного округа.
27 марта 1941 года получает назначение на должность главного военного прокурора Красной Армии. С началом Великой Отечественной войны под его руководством реализуется приближение органов военной прокуратуры к частям, находящимся на фронте, а также переход от корпусных к дивизионным военным прокуратурам. В его подчинение были переданы 30 военных прокуратур, созданных на базе железнодорожных прокуратур.
За время нахождения на этой должности он посетил практически все фронты Великой Отечественной войны.
Умер в 1973 году. Похоронен на Новодевичьем кладбище (7 уч. 7 ряд).

## Награды
- Орден Ленина;
- Орден Красного Знамени;
- Медаль «За победу над Германией в Великой Отечественной войне 1941—1945 гг.».